# Herb Paczkowa
Herb Paczkowa – jeden z symboli miasta Paczków i gminy Paczków w postaci herbu.

## Wygląd i symbolika
Herb przedstawia w tarczy barwy złotej czarnego orła św. Jana Ewangelisty zwróconego w prawo, trzymającego gałązkę oliwną barwy zielonej.

## Historia
Pierwszy herb miasta pojawił się na pieczęci z końca XIII wieku i przedstawiał pół orła książęcego i sześć lilii, symbolizujących przynależność do biskupiego księstwa nyskiego. Druga pieczęć z połowy XIV wieku jest zbliżona do współczesnego – jedyną różnicą była wstęga z napisem IN PRINCIPIO ERAT VERB/um (Na początku było słowo – początek Ewangelii św. Jana), trzymana w szponach przez orła.